# Шиньшинське сільське поселення
Шиньши́нське сільське поселення (рос. Шиньшинское сельское поселение) — муніципальне утворення у складі Моркинського району Марій Ел, Росія. Адміністративний центр — село Шиньша.

## Історія
Станом на 2002 рік існували Уртем-Варангузька сільська рада (присілки Варангуж, Досметкіно, Кораксола, Кубиш-Ключ, Макаркино, Мікліно, Нуж-Ключ, Пертилга, Руський Уртем, Токпердіно, Чепаково) та Шиньшинська сільська рада (село Шиньша, присілки Ішлі-Пічуш, Мамайкино, Новий Юрт, Тат-Чодраял).

## Населення
Населення — 2367 осіб (2019, 2918 у 2010, 3433 у 2002).

## Склад
До складу поселення входять такі населені пункти:
| Населений пункт         | Населення, осіб (2002) | Населення, осіб (2010) |
| ----------------------- | ---------------------- | ---------------------- |
| Варангуж, присілок      | 206                    | 157                    |
| Досметкіно, присілок    | 148                    | 106                    |
| Ішлі-Пічуш, присілок    | 111                    | 83                     |
| Кораксола, присілок     | 67                     | 40                     |
| Кубиш-Ключ, присілок    | 27                     | 27                     |
| Макаркино, присілок     | 35                     | 23                     |
| Мамайкино, присілок     | 94                     | 61                     |
| Мікліно, присілок       | 33                     | 23                     |
| Новий Юрт, присілок     | 118                    | 99                     |
| Нуж-Ключ, присілок      | 445                    | 389                    |
| Пертилга, присілок      | 90                     | 66                     |
| Руський Уртем, присілок | 42                     | 23                     |
| Тат-Чодраял, присілок   | 375                    | 306                    |
| Токпердіно, присілок    | 271                    | 249                    |
| Чепаково, присілок      | 124                    | 101                    |
| Шиньша, село            | 1247                   | 1165                   |